# Дворец епископа Флориана из Мокрска
Дворец епископа Флориана из Мокрска (пол. Pałac Prasy) — архитектурный памятник, который находится в Кракове на улице Каноничная, 18. Здание внесено в реестр охраняемых памятников Малопольского воеводства.
Своё название дом получил от проживавшего в нём епископа Флориана из Мокрска, который был епископом Кракова с 1367 по 1380 год. Около 1540 года дом перешёл в собственность Яна Анджея Валентино, который был королевским врачом. После пожара 1544 года дом перешёл во владение священника и будущего кардинала Станислава Гозия.
В 1560—1563 годах здание было перестроено каноником Марцином Издбенским при сотрудничестве с архитектором Яном Михаловичем из Ужендова. Следующие перестройки производились в первой половине XVII и в XVIII веках.
Над окнами дома находятся цитаты из Солона, Овидия и Цицерона. Стены дома со стороны внутреннего дворика украшены декоративными сграффито, на которых изображены портреты польских королей.
17 мая 1965 года здание было внесено в реестр охраняемых памятников Малопольского воеводства (№ А-48).
В настоящее время в здании располагается администрация Фонда имени Иоанна Павла II.